# Crossocerus quadrimaculatus
Crossocerus quadrimaculatus ist ein Hautflügler aus der Familie der Crabronidae.

## Merkmale
Die Tiere erreichen eine Körperlänge von 7 bis 10,5 Millimetern (Weibchen) bzw. 6 bis 8,5 Millimetern (Männchen). Ihr Körper ist schwarz-gelb gefärbt, was innerhalb der Gattung selten ist. Es treten auch melanistische Formen auf. Der Abschlussgrat am Rand des Hinterkopfs (Occipitalleiste) besitzt unterseits einen zahnförmigen Vorsprung. Die Männchen besitzen gewöhnlich vier gelbe Flecke auf der Hinterleibsoberseite. Der Artname quadrimaculatus leitet sich aus dem Lateinischen ab und bedeutet „vierfleckig“. 

## Vorkommen
Die Art kommt von Europa bis Sibirien und in der Mongolei vor. Sie besiedelt warme, sandige Lebensräume. Die Tiere fliegen von Anfang Juni bis Mitte Oktober. Die Art ist in Mitteleuropa verbreitet anzutreffen.

## Lebensweise
Die Weibchen von Crossocerus quadrimaculatus legen ihre Nester im Sandboden an und bilden häufig Aggregationen. Bevorzugt wird das Nest an Abbruchkanten angelegt. Es ist rund 40 Zentimeter lang und endet in einer einzelnen Zelle. Die Brut wird mit Fliegen, aber wahrscheinlich auch mit Köcherfliegen und Schmetterlingen versorgt.